# Dimmu Borgir
A Dimmu Borgir egy norvég, szimfonikus black metalt játszó, elsősorban Németországban, Portugáliában és a skandináv államokban sikeres együttes. A kezdetben sötét, melankolikus és atmoszferikus black metalt játszó zenekar az idők során egyre több szimfonikus elemet vitt a zenébe, így a black metal-színtér egyik óriásává lépett elő.

## A név eredete
Izlandon létezik egy Dimmuborgir elnevezésű tájegység, mely vulkáni tevékenységek nyomán kísértetiesen hasonlít egy kénes gőzt lövellő tornyú várra. Maga a Dimmu Borgir elnevezés innen ered, ónorvég nyelven pedig annyit tesz: Sötét várak.

## Életrajz
A zenekart 1993-ban alapította Shagrath, Silenoz és Tjodalv, hozzájuk csatlakozott rövidesen Brynjard Tristan és Stian Aarstad. A Dimmu Borgir karrierje 1994-ben kezdődött az Inn I Evighetens Morke című demóval. Ezt nem sokkal később követte a For All Tid elnevezésű, első nagylemezük. Shagrath ekkor még énekesként és gitárosként is érdekelt volt a dalok előadásában, Silenoz volt a másod-gitár poszton és Tjodalv dobos, Bjorn Tristan lett a basszusgitáros, a billentyűkért pedig Stian Aarstad volt felelős.
A For All Tid-et éles és kemény gitárszólók és nyers vokál jellemezte, ezzel a csapat követte az abban az időben divatos norvég vonalat. Azonban már ekkor kitűntek a többi együttes közül a hangsúlyos billentyűtémákkal, melyek egyfajta melankolikus hangulatot adtak a zenének. A számok tempója inkább lassú, a szövegek pedig kivétel nélkül norvégül íródtak.
Az 1996-ban megjelent második albumuk, a Stormblåst hatalmas sikert ért el az underground körökben. Az atmoszferikus zongora ellenére a riffek sokkal bonyolultabbak és gyorsabban lettek. Ez az album a mai napig etalonnak számít a black metal műfaj terén.
A Stormblåst megjelenése után a Dimmu Borgir a szövegeit immár nem norvégul, hanem angolul írja a mai napig, Shagrath szerint "hogy minél több emberhez eljusson az üzenetük a világban". A következő EP-jük, a Devil's Path Nagash, a The Kovenant tagja közreműködésével készült el. Stian Aarstad-ot, az eredeti billentyűst ugyanis megvádolták, hogy egy videójáték betétzenéjét használta fel a Sorgens Kammer című dalhoz. A távozás hivatalos indokaként azonban katonai szolgálatot tüntettek fel.
1997-ben az Enthrone Darkness Triumphant címet viselő albumuk kiadása nyomán a csapat rengeteg rajongót veszített el, miután a magukat "igazi black metalosoknak" tartó rajongók elfordultak tőlük az új album hangzásvilága miatt. A gitárok itt már sokkal tisztábban szólnak, megjelennek a triggerek a doboknál és a tiszta énekhang is. A zongora sokkal nagyobb hangsúlyt kap, mint a norvég nyelvű albumoknál. Az album sikere immár túlterjed Norvégia határain, nagyban köszönhetően az angol szövegeknek. Ezután az album után csatlakozik az együtteshez Astennu, egyelőre mint cseregitáros a koncerteken. A véglegesen távozott Stian Aarstadot pedig Mustis helyettesíti.
1998-ban a csapat egy, a Godless Savage Garden címet viselő mini-CD-vel jött ki, mely tartalmaz két új dalt, két újrafeldolgozást, az Accept Metal Heart című dalának feldolgozását és három élő felvételt. A következő albumuk, a Spiritual Black Dimensions 1999-ben látott napvilágot. Nagash ekkor elhagyta a zenekart, hogy idejét a The Kovenant-nek szentelhesse, helyére száll be I.C.S. Vortex, a Borknagar egykori énekes-basszusgitárosa. Az ő hatására jelentek meg a tiszta részek a vokálban, mely harmóniát lopott az együttes sötét témái közé. Silenoz és Shagrath zenéiben egyre több thrash metal-elem jelent meg, leginkább az ausztrál származású Astennu hatására.
Tjodalv ezután személyes indokokra hivatkozva elhagytaa a zenekart, megüresedett helyét Nicholas Barker töltötte be, aki ekkor még a Cradle of Filth-ben is zenélt. Astennu szintén kivált, őt az Old Man's Child zeneszerzőjével, Galderrel pótolták, aki agresszívabb karaktert adott a daloknak.
A következő lemezzk, a Puritanical Euphoric Misanthropia felvételei a Göteborg-i Szimfonikus Zenekar közreműködésével jöttek létre. Ennél az albumnál találta meg a csapat a saját, máig jellemző stílusát. A gitárok és a dob immár tökéletesen tisztán szóltak. Shagrath egyre több színt és stílust vitt a vokálokba, néhol elektronikusan is megtámogatva azt. Ez az album hozta el a várva várt norvég Grammy-díjat a zenekar számára 2001-ben. Ezzel az új szemlélettel szintén sok purista black metalos rajongót vesztettek el, cserébe azonban sokat is nyertek, leginkább Észak-Amerikában. A Puritania című szám az együttes emblematikus dalává vált.
2003-ban látott napvilágot a következő albumuk, az erőteljes szimfonikus jegyeket mutató Death Cult Armageddon. A Mustis által komponált Progenies of the Great Apocalypse című, egyértelműen szimfonikus dal hatalmas sikert ért el. A lemezen 1996 után először norvég nyelvű számokat is találni: ilyen a Vredesbyrd és a Allehelgens Dod I Helveds Rike. Ugyanez az album lett az első a black metal stíluson belül, melyből több, mint 100 000 példányt adtak el az Egyesült Államokban.
Hogy egy időre megnyugtassák a rajongókat, 2005-ben Shagrath és Silenoz elhatározták, hogy újra felveszik az 1996-os Stormblåst című albumot. Ez a lemez nem csak a legendás album számainak átdolgozott verzióját tartalmazza, hanem két bónusz dalt, és a 2004-es Ozzfesten felvett koncert DVD-jét is. A közreműködők listája: Shagrath és Silenoz vokál, gitár és basszusgitár, Mustis a billentyűknél, és Hellhammer (aki egyben a Mayhem és az Arcturus tagja is) a doboknál.
A Dimmu Borgir In Sorte Diaboli címet viselő korongja 2007. április 27-én jelent meg. Itt azonban egy jelentős szakadék figyelhető meg a csapat életében: Silenoz még a megjelenés előtt bejelentette, hogy semmilyen szimfonikus zenekar nem segédkezett a lemez elkészítésénél. Mustis szerint ennek ellenére sokkal epikusabb lett az új album, mint ahogy várták. Ez a lemez értelmezhető egyfajta "vissza a gyökerekhez"-jellegű kanyarként az együttes pályafutásának történetében. Természetesen a szövegekben hozzák a már megszokott párbeszédet a Gonosszal, de még hangsúlyosabbak lettek a keresztényellenes szövegrészek (ez utóbbi különösen jól megfigyelhető az antichristus spiritualis és az inkvizíció témáiban: they say I'm the cancer on the back of inquisition). Az album hőse egyházi ember, akinek hite megrendül a szent iratokban. (A szövegek nagy részét Silenoz írta.) Zeneileg sokkal homályosabban szól, mint a Death Cult Armageddon, vagy akárcsak a Stormblåst újra kiadott változata, a dobok Hellhammernek köszönhetően gyorsabban szólnak, mint eddig. A gitárok legalább olyan hangsúlyosak, mint eddig, I.C.S. Vortex tiszta vokálja pedig szintén jelen van, ugyanúgy, mint a dallamos billentyűszólók.
Az albumhoz a megjelenés földrajzi helye szerint látták el különböző bónuszdalokkal, melyek a következők:
- The Ancestral Fever : európai kiadás
- The Heretic Hammer : észak-amerikai kiadás
- Black Metal : japán kiadás

## Tagok
- Shagrath (Stian Tomt Thoresen) – vokál (1993–)
- Silenoz (Sven Alte Kopperud) – gitár (1993–)
- Galder (Thomas Rune Andersen) – gitár (2001–)
- Daray (Darius Brzozowski) - dob (2008–)
- Gerlioz (Geir Bratland) - billentyű (2011-)

### Egykori tagok
- ICS Vortex (Simen Hestnæs) – basszusgitár és vokál (2000–2010)
- Mustis (Øyvind Johan Mustaparta) – billentyű (1998–2010)
- Hellhammer (Jan Axel Blomberg) – dob (2005–2007)
- Nicholas Barker - dob (1999–2004)
- Tjodalv (Kenneth Åkesson) – dob (1993–1999)
- Astennu (Jamie Stinson) – gitár (1997–1999)
- Brynjard Tristan - basszusgitár (1994–1996)
- Nagash (Stian Arnesen) – basszusgitár (1996–1999)
- Stian Aarstad - billentyű (1993–1997)
- Reno Kiilerich - dob (2004–2005)

## Diszkográfia
- Inn I Evighetens Morke demo (1994)
- For All Tid (1994)
- Stormblåst (1996)
- Enthrone Darkness Triumphant (1997)
- Godless Savage Garden EP (1998)
- Devil's Path EP (1999)
- Spiritual Black Dimensions (2000)
- Puritanical Euphoric Misanthropia (2001)
- Alive In Torment Live (2001)
- Death Cult Armageddon (2003)
- In Sorte Diaboli (2007)
- Abrahadabra (2010)[1]
- Eonian (2018)

### Kislemezek
- Vredesbyrd (2004)
- The Serpentine Offering (2007 márciusa)
- The Sacrilegious Scorn (2007 szeptembere)

### Újrakiadások
- For All Tid – Újrakiadás + 2 bónusz dal (1997)
- Enthrone Darkness Triumphant (2002)
- Spiritual Black Dimensions (2004)
- Death Cult Armageddon (2004 novembere)
- Stormblåst MMV (2005)

### Egyéb kiadványok
- World Misanthropy DVD & VHS (2002)
- The Invaluable Darkness DVD (2008)
- Forces of the Northern Night DVD (2017)